# Колектив Ужице
Удружење „Колектив Ужице“ је невладино и непрофитно удружење, основано у јануару 2016-те ради остваривања циљева у области историје, културе, уметности, спорта и заштите животне средине.

## Циљеви
Циљеви Удружења су: научно и стручно истраживање историјске, културне и спортске грађе, грађе везане за заштиту животне средине, њихово публиковање и чување за потребе културних, спортских и других институција и развијање свести о садржини и потреби заштите и публиковања ове грађе.

## Активности
Неке од основних активности Удружења су:
- Прикупљање и обрада научне и стручне литературе у областима историје, културе, уметности, спорта и заштите животне средине;
- Организација скупова, саветовања, семинара и других облика едукације и стручног усавршавања у овим областима;
- Објављивање аудио и видео записа, књига и друге публикације о историји, уметности, култури, спорту, заштити животне средине, у складу са законом;
- Сарадња са факултетима, школама, установама кулутуре, стручним удружењима и другим организацијама у земљи и иностранству које се баве обрадом и чувањем грађе из области културе, уметности, спорта и заштите животне средине.

## Чланство
Чланство у Удружењу је добровољно. Удружење има својство правног лица и у правном промету иступа у своје име и за свој рачун.

## Редакција
Редакција пратити друштвена, политичка, културна и спортска догађања у граду Ужицу и општинама Златиборског округа, темама из екологије и заштите животне средине.
Једна од области са посебном пажњом су медији.

## Финансирање
Колектив Ужице нема стране финансијере, приходе остварује кроз пројектне активности, а првенствено захваљујући ентузијазму чланова и сарадника.

## Намере
Намера је да се кроз пројектне активности одређене области прати детаљније, било да су у питању млади, туризам, екологија или нека друга тема.
Креативне идеје читалаца, сугерисање на добрим и мање добрим елементима, али и учешће у прављењу што разноврснијег садржаја је како у интересу Удружења тако и у интересу целокупног друштва.

## Веб-сајт
Интернет сајт Удружења "Колектив Ужице"  један је од медијских портала који прате дешавања у западној Србији и везаних за западну Србију. Поред вести, развијају се и додатни сервиси доступни за бесплатно или плаћено коришћење.